# Thuiswinkel Waarborg
Thuiswinkel Waarborg is een keurmerk voor webwinkels die producten en diensten verkopen in Nederland en bestaat sinds 2001. Naast grote bedrijven als bol.com, Wehkamp, ASR, Achmea en Coolblue voeren ook veel kleine online winkels het keurmerk. In totaal zijn er begin 2025 meer dan 2.200 webwinkels die het Thuiswinkel Waarborg mogen voeren. Deze bedrijven zijn aangesloten bij Thuiswinkel.org, de belangenvereniging voor webwinkeliers, en realiseren samen ruim 75% van alle online consumentenbestedingen in Nederland.
Thuiswinkel Waarborg is het bekendste webwinkelkeurmerk van Nederland. Volgens onderzoek van de Consumentenbond herkende in 2022 96% van de consumenten het Thuiswinkel Waarborg-logo.

## Geschiedenis
Thuiswinkel Waarborg is een initiatief van de belangenvereniging Thuiswinkel.org. Met Thuiswinkel Waarborg wil Thuiswinkel.org het vertrouwen in online kopen bij de Nederlandse consument stimuleren. Voor de Consumentenbond was de invoering van het Thuiswinkel Waarborg aanleiding om het eigen keurmerk, de Web Trader, op te heffen. Thuiswinkel.org heeft de 'algemene voorwaarden thuiswinkel' met de Consumentenbond vastgesteld onder auspiciën van de Sociaal Economische Raad (SER).

## Certificering en geschillencommissie
Alle leden van de vereniging moeten jaarlijks de certificering voor Thuiswinkel Waarborg doorlopen. Een onafhankelijke partij toetst de webwinkels op drie onderdelen:
- Wet- en regelgeving
- Veiligheidsscan
- Financiële monitoring

Aan de hand van een juridische toetsing wordt gekeken of de webwinkel voldoet aan de laatste wet- en regelgeving voor verkopen op afstand. Bevindingen worden teruggekoppeld aan de webwinkel op het gebied van onder andere garantie, herroepingsrecht, bezorgen en retourneren. Met de veiligheidsscan wordt de webwinkel gecheckt op beveiligingsrisico's. Ook op dit vlak worden aanbevelingen gegeven om de webwinkels veiliger te maken. Daarnaast checkt een onafhankelijke partij of de webwinkel financieel stabiel is.
Thuiswinkel Waarborg en Webshop Keurmerk verplichten als enigen het gebruik van tweezijdige algemene voorwaarden. Die zijn in overleg met de Consumentenbond vastgesteld. Het voordeel van de tweezijdige algemene voorwaarden is dat deze rekening houden met zowel de belangen van de webwinkel als de consument.
Consumenten kunnen klachten over webwinkels bij Thuiswinkel.org indienen. De vereniging probeert dan te bemiddelen. Mochten de klant en webwinkel er niet uitkomen, dan kan de klacht neergelegd worden bij de onafhankelijke Geschillencommissie Thuiswinkel.

## Nationale Thuiswinkel Awards
Een ander initiatief van Thuiswinkel.org zijn de Nationale Thuiswinkel Awards, die vanaf 2002 georganiseerd en gefinancierd zijn door de Stichting Nationale Thuiswinkel Awards. De Stichting Nationale Thuiswinkel Awards wil met de jaarlijkse uitreiking van vak- en publieksprijzen een positieve bijdrage leveren aan het zelfbewustzijn van de branche, zowel intern (bedrijven die verkopen op afstand aan consumenten) als extern (consumenten die (gaan) kopen op afstand). In 2017 is de naam veranderd in Shopping Awards.

## Kritiek
Anders dan bijvoorbeeld de uit de reiswereld bekende Stichting Garantiefonds Reisgelden hebben de klanten van de webwinkels op basis van het keurmerk bij bijvoorbeeld faillissement geen recht op financiële compensatie. Het uitblijven van een werkelijk waarborgfonds, zoals de naam suggereert, is een punt van kritiek. Het verweer van Thuiswinkel.org is dat ook bekende keurmerken uit andere sectoren die garantie niet bieden.